# Barichneumon leucurus
Barichneumon leucurus là một loài tò vò trong họ Ichneumonidae.